# بيجو 401
بيجو 401 هي سيارة متوسطة الحجم من صناعة بيجو أنتجت في 1934 وتوقف إنتاجها في 1935. عُرضت في معرض باريس للسيارات عام 1934 وعام 1935. أُنتج منها 13,545 سيارة.